# Đại học Omar Bongo
Đại học Omar Bongo (tiếng Pháp:Université Omar Bongo) được thành lập với tên gọi là "Đại học Quốc gia Gabon" vào năm 1970. Năm 1978 được đổi tên thàn Omar Bongo, theo tên của Tổng thống Omar Bongo, trường có trụ sở tại Libreville.